# 오오쿠~화의 란~
오오쿠~화의 란~(大奧~華の乱~, 2005)은 후지테레비에서 제작 및 방송한 2005년판 오오쿠 시대극이다.

## 개요
2005년 10월 13일부터 12월 22일까지 방송되었다. 전작에 이어 목요극장 시리즈로 방영되었으며, 주연은 우치야마 리나가 맡았다. 다른 출연진으로는 후지와라 노리카, 코이케 에이코, 타카오카 사키, 에나미 쿄코 등이 있다.

## 출연진
- 야스코 (츠나요시 측실, 마키노 나리타다의 딸) - 배우 : 우치야마 리나
- 도쿠가와 츠나요시 (제5대 쇼군) - 배우 : 타니하라 쇼스케
- 오덴 (츠나요시 측실) - 배우 : 코이케 에이코
- 에몬노스케 (노부코의 고위 시녀, 후의 오오쿠 총괄): 타카오카 사키
- 야나기사와 요시야스 - 배우 : 키타무라 카즈키
- 오오스케 (츠나요시 측실) - 배우 : 나카야마 시노부
- 소네코 (요시타카 측실, 후에 츠나요시 측실) - 배우: 칸지야 시호리
- 오토와 (케이쇼인 측 중간 궁녀)・나레이터 - 배우 : 요키미코
- 케이쇼인 (이에미쓰 측실, 츠나요시 생모) - 배우 : 에나미 쿄코
- 노부코 (츠나요시 정실) - 배우 : 후지와라 노리카

### 방영 일정

#### 연속 드라마 (2005년판)
- 첫화와 최종화는 15분 확대 방송됩니다.

| 제1화                                                        | 10월 13일 | 수라장      | 14.5% |
| 제2화                                                        | 10월 20일 | 복마전      | 18.0% |
| 제3화                                                        | 10월 27일 | 원수의 자식 | 14.5% |
| 제4화                                                        | 11월 3일  | 역병신      | 15.5% |
| 제5화                                                        | 11월 10일 | 역습        | 17.0% |
| 제6화                                                        | 11월 17일 | 살의        | 16.2% |
| 제7화                                                        | 12월 1일  | 진정한 적   | 14.6% |
| 제8화                                                        | 12월 8일  | 견공님      | 15.4% |
| 제9화                                                        | 12월 15일 | 유언        | 16.0% |
| 최종화                                                       | 12월 22일 | 난심        | 15.0% |
| 평균 시청률 15.6%（시청률은관동 지역・비디오 리서치사 조사） |           |             |       |

#### 스페셜 (2005년판)
| 방송일    | 부제        | 각본          | 연출        | 시청률 |
| --------- | ----------- | ------------- | ----------- | ------ |
| 12월 30일 | 비련의 끝에 | 아사노 다에코 | 하야시 톰키 | 12.5%  |